# The Beast in the East
The Beast in the East fue un evento de lucha libre profesional realizado por la WWE. Tuvo lugar el 4 de julio de 2015 en el Ryōgoku Kokugikan en Sumida, Tokio, Japón. Fue transmitido en vivo por WWE Network y en vivo por J Sports para Japón. Además, estuvo disponible bajo demanda tanto en WWE Network y en J Sports. Fue el primer evento de la WWE que se emitió en directo desde Japón. The Beast in the East estuvo disponible de forma gratuita para los nuevos abonados al servicio de suscripción mensual de la WWE, WWE Network, en más de 140 países.

## Argumento
El 28 de mayo de 2015, se informó que Brock Lesnar fue programado para aparecer el 4 de julio en un evento en vivo en Japón. Esta marcaría la primera lucha de Lesnar para la WWE no realizada en PPV desde 2004. Lesnar habría solicitado un puesto en el show para que él y Brad Rheingans pudieran ir a Tokio a visitar a Masa Saito, quien se encontraba en mal estado de salud. WWE luego dio a conocer un video promocional anunciando que el show ya no sería un house show, y se transmitiría en vivo por el WWE Network. Un día después, la WWE reveló la totalidad de la cartelera del show. Una de las luchas programadas para el evento, The New Day vs. Tyson Kidd & Cesaro, no tendría lugar debido a una lesión de Tyson Kidd, que se espera lo dejará inactivo durante más de un año, (lesión la cual lo terminaría alejando permanentemente de los cuadriláteros). Se anunció más tarde que The New Day se enfrentarían a The Lucha Dragons (Kalisto & Sin Cara). En el episodio del 3 de junio de NXT, William Regal anunció que el Campeón de NXT Kevin Owens defendería su título contra Finn Bálor en el evento.
Hideo Itami y Tatsumi Fujinami fueron anunciados también para aparecer.

## Resultados
- Kick-Off: Cesaro derrotó a Diego (8:13).[12]
  - Cesaro forzó a Diego a rendirse con un «Sharpshooter».
- Kick-Off: The Lucha Dragons (Kalisto & Sin Cara) derrotaron a The New Day (Big E & Xavier Woods) (6:31).[13]
  - Kalisto cubrió a Woods después de un «450° Splash».
- Chris Jericho derrotó a Neville. (16:20)[14]
  - Jericho forzó a Neville a rendirse con un «Liontamer».
- Nikki Bella derrotó a Tamina y Paige y retuvo el Campeonato de Divas. (7:03)[15]
  - Nikki cubrió a Tamina después de un «Forearm Smash».
- Brock Lesnar derrotó a Kofi Kingston. (2:41)[16]
  - Lesnar cubrió a Kingston después de un «F-5».
  - Después de la lucha, Lesnar le aplicó varios «Suplex» y un «F-5» a Kingston.
  - Después de la lucha, Big E & Xavier Woods acudieron a ayudar a Kingston, pero ambos recibieron un «F-5» de Lesnar.
- Finn Bálor derrotó a Kevin Owens y ganó el Campeonato de NXT. (19:25)[17]
  - Bálor cubrió a Owens después de un «Coup de Grâce».
  - Después de la lucha, Tatsumi Fujinami celebró junto con Bálor
  - Después de la lucha Bálor Le Estrechó la mano a Owens pero este se la negó.
- John Cena & Dolph Ziggler derrotaron a Kane & King Barrett (23:50)[18]
  - Cena cubrió a Barrett después de un «Superkick» de Ziggler y un «Attitude Adjustment».

## Recepción
The Beast in the East fue bien recibido por la crítica. El combate Owens-Bálor fue muy elogiado. James Caldwell de Pro Wrestling Torch dio a la lucha un **** 1/4, la calificación más alta de la noche. Mike Johnson de Pro Wrestling Insider dijo que tenía «un gran nivel de evento principal». Larry Csonka de 441Mania elogió el aspecto del show, lejos de «el usual y desinfectado evento de TV de la WWE» y «no teníamos un montón de colores corriendo alrededor».